# رام كرمي
رام كرمي (بالعبرية: רם כרמי‏) (1931 – 11 أبريل 2013) مهندس معماري إسرائيلي بارز من اصل أوكراني، وحائز على جائزة إسرائيل في الهندسة المعمارية.
ترأس شركة رام كرمي للهندسة المعمارية في تل أبيب، وعرف بأسلوبه الوحشي.
حصل على جائزة إسرائيل في العمارة في عام 2020.

## حياته
ولد في القدس. وأبوه هو المعماري الشهير دوف كرمي. نشأ في تل أبيب، وخدم في الجيش الإسرائيلي في الحرب العربية الإسرائيلية عام 1948. وكان أحد الجنود الذين التحقوا جنود قوات الناحال.
درس الهندسة المعمارية في التخنيون في حيفا، وفي كلية العمارة في الاتحاد المعماري في لندن بين عامي 1951 و1956. وكان والده دوف كرمي قد حصل على جائزة إسرائيل في العمارة في عام 1957. وحصلت أخته كذلك على جائزة إسرائيل للعمارة في عام 2007.
تزوج ريفكا كرمي إدري، وأنْجبَ منها ولداً وابنتين. كما لديه ابنين وابنة من زيجةٍ سابقةٍ.

## مهنته المعمارية
عمل منذ بداية حياته في مكتب والده، حيث عمل على تصاميم مبنى الكنيست بالتعاون مع الفائز بالمسابقة يوسف كلارواين. وصمم كرمي مركز النقب في بئر السبع في عام 1960، ومبنى العال في تل أبيب في عام 1963. وواصل عمله المعماري بجوار إلقاء المحاضرات في التخنيون، وصمم مدرسة الأمل في تل أبيب ومحطة الحافلات المركزية في تل أبيب.
ويقول كرمي فإنه بعد حرب الستة أيام في عام 1967، ومع تغير الجو العام في المجتمع الإسرائيلي، دفعه إلى إعادة التفكير في أسلوبه الوحشي.
وفي عام 1974 أصبح كرمي طواعية المعماري الرئيسي في وزارة السكن والإنشاءات في إسرائيل، وهو منصب ظل فيه حتى عام 1979. وعمل لإعاد تصميم مشاريع الإسكان العامة المنتشرة في إسرائيل.
وفي عام 1981 أنهى مبنى كنيس هيشت في القدس.
دُعِيَ كرمي وأخته عادا كرمي ميلاميد في عام 1986 إلى المشاركة في المسابقة الدولية لتصميم مبنى المحكمة العليا الإسرائيلية، وفازا بها. وافتتح المبنى في عام 1992. وكتب بول غولدبرغ وهو الناقد المعماري في صحيفة نيويورك تايمز واصفا تصميم كرمي: «حدة التقاليد المعمارية المتوسطية، وجلال القانون، امتزجا بجمال ملحوظ».
وبدأ كرمي في عام 2007 العمل على ترميم مسرح هابيما.

## مهنته الأكاديمية

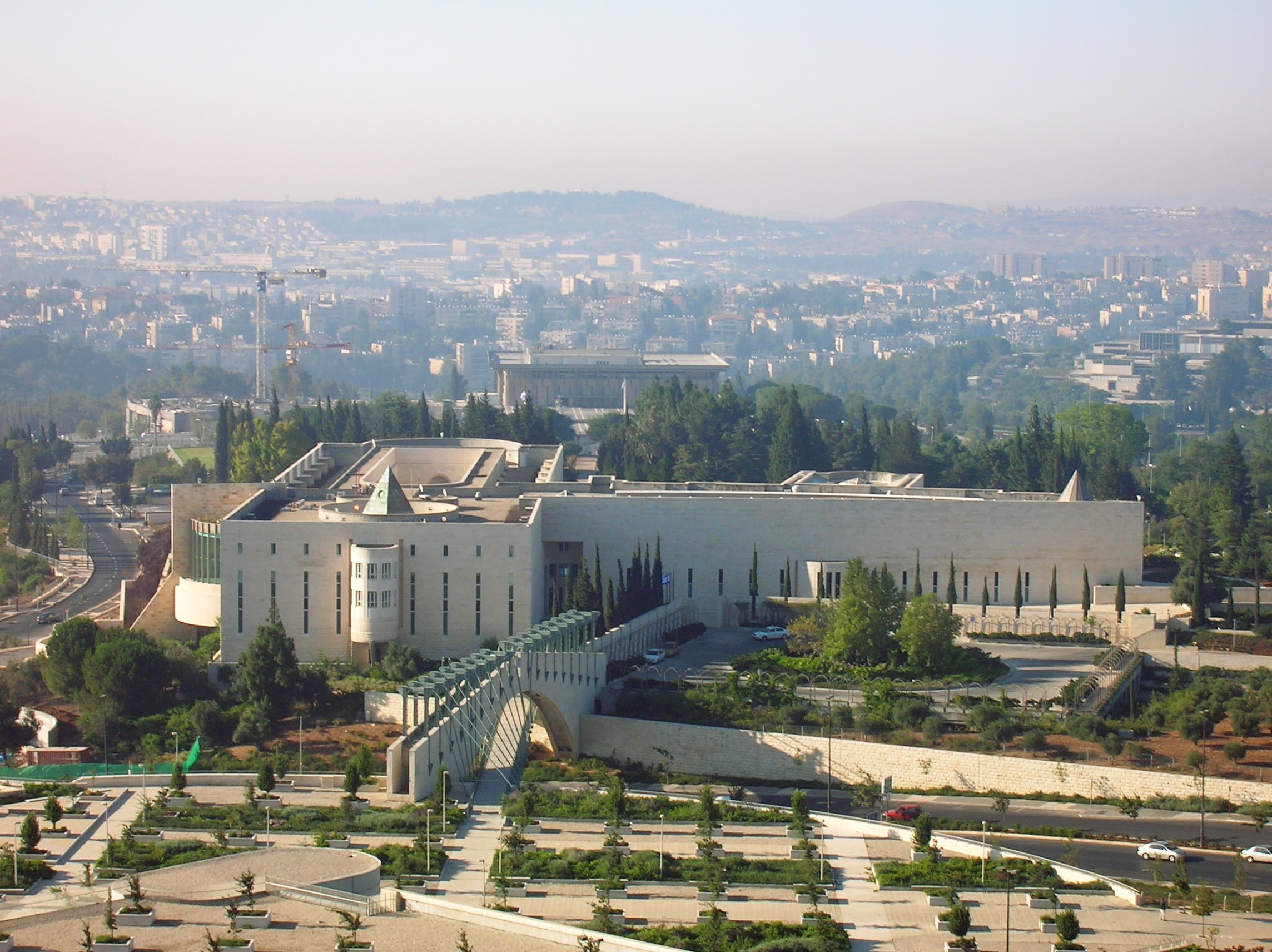
تصميمه لمبنى المحكمة العليا في إسرائيل

قام كرمي بالتدريس في التخنيون في حيفا بين عامي 1964 و1994. كما ألقى محاضرات في جامعة ماساشوستس للتكنولوجيا وجامعة كولومبيا وجامعة هيوستن في الولايات المتحدة الأمريكية.
كما كان أستاذا في كلية العمارة في جامعة أرييل.

## النقد والجدل
انتقدت المحطة المركزية للحافلات في تل أبيب والتي صممها كرمي مع المعماريين تسفي كوميت ويائيل روتشيلد، عبر السنين بسبب صعوبة التنقل في المبنى المنتفخ، وكذلك تدميره للحي الذي بني فيها، وذلك رغم حملات الدعاية والتحسينات العديدة. وفي حوار صرح حاييم أفيغال المدير التنفيذي للمحطة عام 2005، ونفى الشكاوي من صعوبة التنقل، لكنه قال: «لو أمسكت بالمهندس المعماري الذي صمم المبنى كنت سأضربه».
وفي عام 2010 تلقى عمله في ترميم مسرح هابيما، ولم يكن قد انتهى منه، انتقاد حاد أيضا.
كما أنه اشترك في مشروع حديقة هوليلاند في القدس، الذي أطلق عليه الكثير من سكان المدينة اسم «الوحش على التل».  

## جوائز
- جائزة إسرائيل في العمارة – 2002

- جائزة ريشتر –
  - 1967 - لتصميمه مبنى مركز النقب في بئر السبع.
  - 1999 - لتصميمه «ياد لاييليد» النصب التذكاري للأطفال في مبنى منزل مقاتلي الجيتو.

- جائزة رياينهولدز – 1969 – بسبب مشروعه السكني التجاري في بئر السبع.

- جائزة روكاخ:
  - 1965 – بسبب مبنى العال في تل أبيب.
  - 1970 – بسبب المباني السكنية في شارع بائير في تل أبيب.